# Pico das Brenhas (Calheta)
O Pico das Brenhas (Calheta) é uma elevação portuguesa localizada na freguesia açoriana do Norte Pequeno, concelho da Calheta, ilha de São Jorge, arquipélago dos Açores.
Este acidente geológico encontra-se geograficamente localizado próximo da Norte Pequeno e encontra-se intimamente relacionado com maciço montanhoso central da ilha de são Jorge do qual faz parte.
Esta formação geologica encontra-se nas proximidades do Pico Alto, do Pico da Gente, do Pico da Lagoa, do Pico do Paul, do Pico da Caldeira e do Pico da Fonte.
Esta formação geológica localizada a 803 metros de altitude acima do nível do mar apresenta escorrimento pluvial para a costa marítima e deve na sua formação geológica a um escorrimento lávico e piroclástico antigo.